# Helados Somosierra
Helados Somosierra es una empresa española perteneciente al grupo Crestas La Galeta, también propietaria de Helados Royne, que se dedica a la fabricación y comercialización de helados, tanto con marca propia como para otras marcas de distribución.
Su sede se encuentra en la ciudad de Alcobendas, y aunque distribuye para toda España su principal punto comercial es la Comunidad de Madrid.

## Historia
La compañía surge en 1939 de la mano de la familia Toraño, que comenzó a fabricar artesanalmente helados y tartas heladas.
En febrero de 2013 helados Somosierra adquiere helados Royne (fábrica de Leganés, delegaciones nacionales y flota de 199 camiones) para la reanudación de su actividad bajo las marcas Royne y Somosierra.
En septiembre de 2021 el Grupo Alacant, proveedor de helados de Mercadona, cierra un acuerdo de compra del 100% de las acciones de Crestas La Galeta, firma propietaria de las marcas Helados Somosierra y Royne.